# يوهان كورنر
يوهان كورنر (بالألمانية: Richard Wilhelm Julius Körner )‏ (و. 1870 – 1954 م) هو مجدف ألماني، شارك في Rowing at the 1900 Summer Olympics – Men's coxed four ‏، توفي عن عمر يناهز 84 عاماً.

## روابط خارجية
- يوهان كورنر على موقع الاتحاد الدولي للتجديف (الإنجليزية)
- يوهان كورنر على موقع اللجنة الأولمبية الدولية (الإنجليزية)
- يوهان كورنر على موقع أوليمبيديا (الإنجليزية)